# Országos Sportegészségügyi Intézet

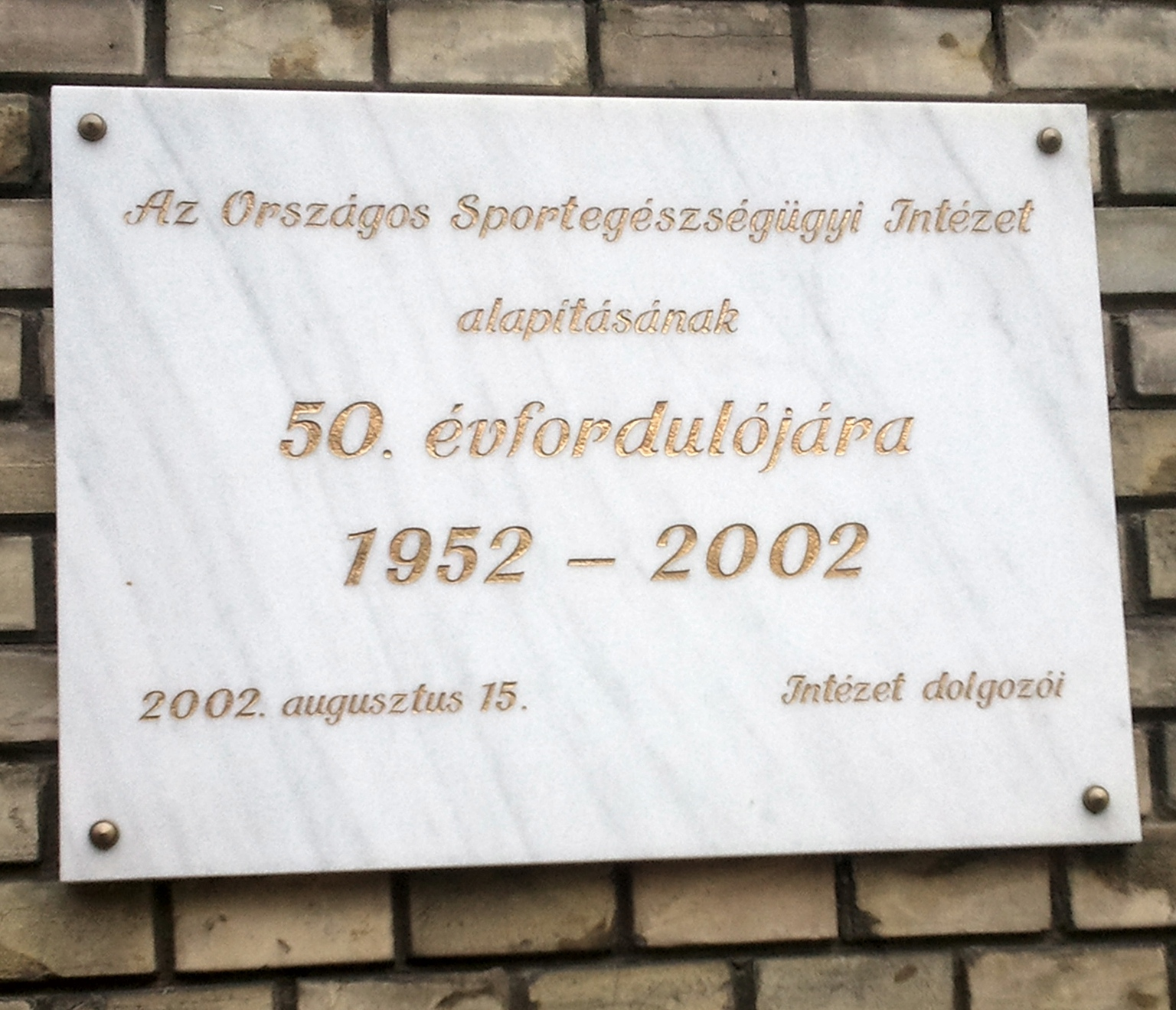
A félévszázados évforduló emléktáblája

Az Országos Sportegészségügyi Intézet (rövidítve: OSEI;  közhasználatú nevén Sportkórház) egy önállóan működő és gazdálkodó költségvetési szerv Magyarországon. Alapítójának és fenntartójának jelenlegi neve: Emberi Erőforrások Minisztériuma. A Kórház sportorvosi ellátásra specializálódott és elsősorban professzionális, igazolt sportolókat lát el.

## Története

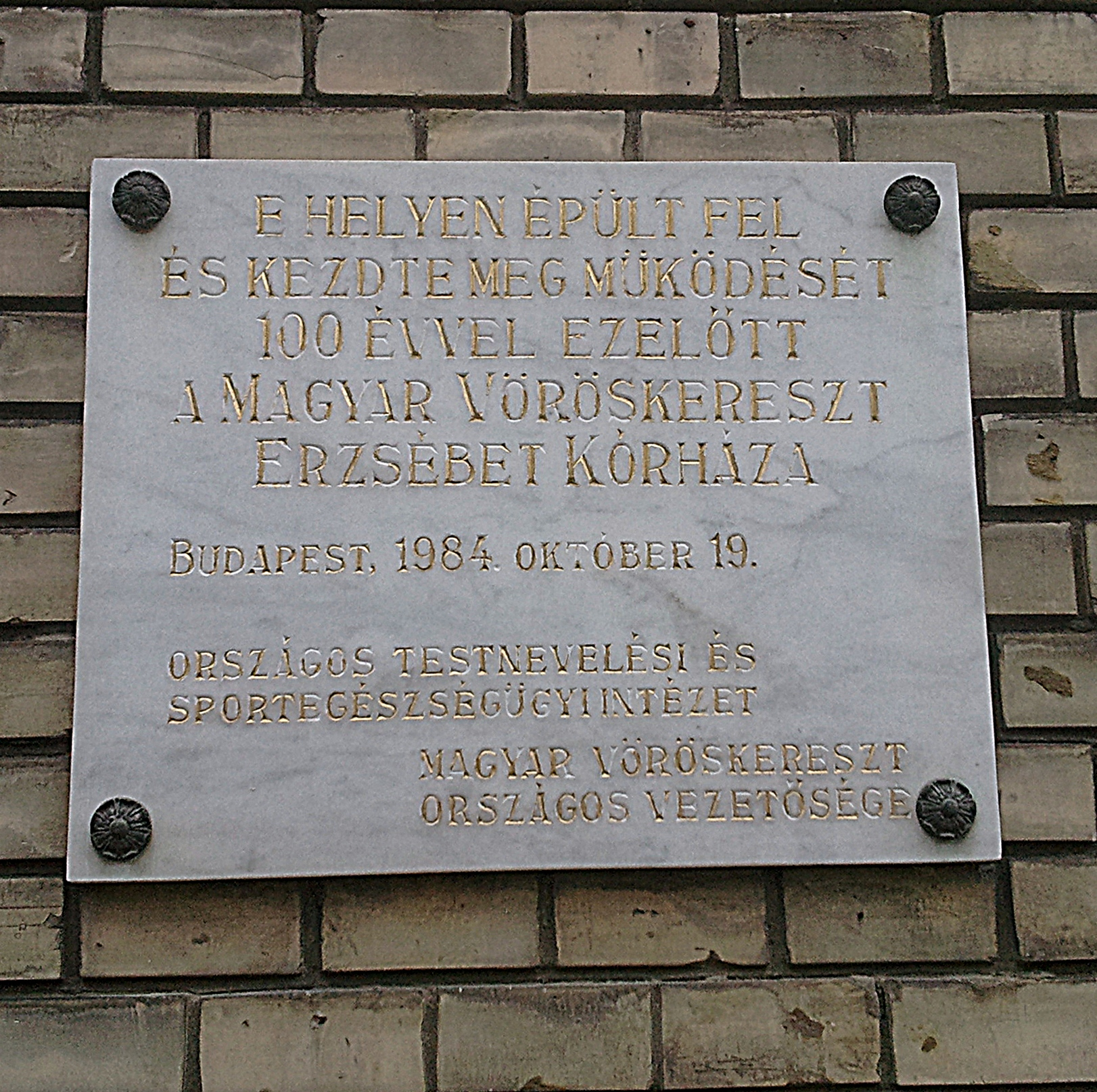
Az Erzsébet Kórház centenáriumi emléktáblája, Alkotás u. 48.

Ezen a helyen épült el és kezdte meg működését 1884-ben a Vöröskereszt Erzsébet kórháza. Az épületet Hauszmann Alajos tervezte. Az Intézetet 1952-ben az egészségügyi miniszter utasításával alapította. Az alapító okiratot 1977-ben módosították. Az intézet neve ezután Országos Testnevelés- és Sportegészségügyi Intézet volt.
Főigazgatója 2001 és 2009 között Berkes István volt. Székely Tamás egészségügyi miniszter 2009. május 1-jei hatállyal visszavonta Berkes István főigazgató vezetői megbízását.
2017 márciusában bejelentették, hogy a kormány döntése szerint az OSEI ezután véglegesen a budapesti Karolina út 27. alatt működik. Szabó Tünde sportért felelős államtitkár elmondta, hogy a Karolina úti ingatlan felújítására és fejlesztésére tízmilliárd forintot különít majd el 2019-ig a kormány.
Berkes Istvánt nevezte ki Balog Zoltán emberi erőforrás miniszter az OSEI elhelyezésével összefüggő feladatok összehangolásáért felelős miniszteri biztossá, 2016. július 1-i hatállyal.

## Díjai, elismerései
- Az év kórháza (2005)